# Ichthyobronema hamulatum
Ichthyobronema hamulatum is een rondwormensoort uit de familie van de Rhabdochonidae. De wetenschappelijke naam van de soort is voor het eerst geldig gepubliceerd in 1931 door Moulton.